# Wilkeson (Washington)
Wilkeson je градић u američkoj saveznoj državi Washington. Prema popisu stanovništva iz 2010. u njemu je živjelo 477 stanovnika.